# Oválná pracovna

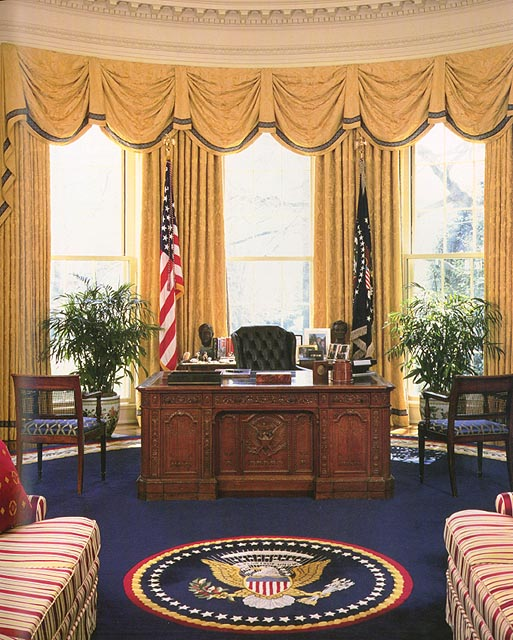
Oválná pracovna během administrativy Billa Clintona. Clintonova kancelář byla navržena Arkansasanem Kaki Hockersmithem, který vybral živou barevnou paletu krémové, zlaté, purpurové a safírově modré.

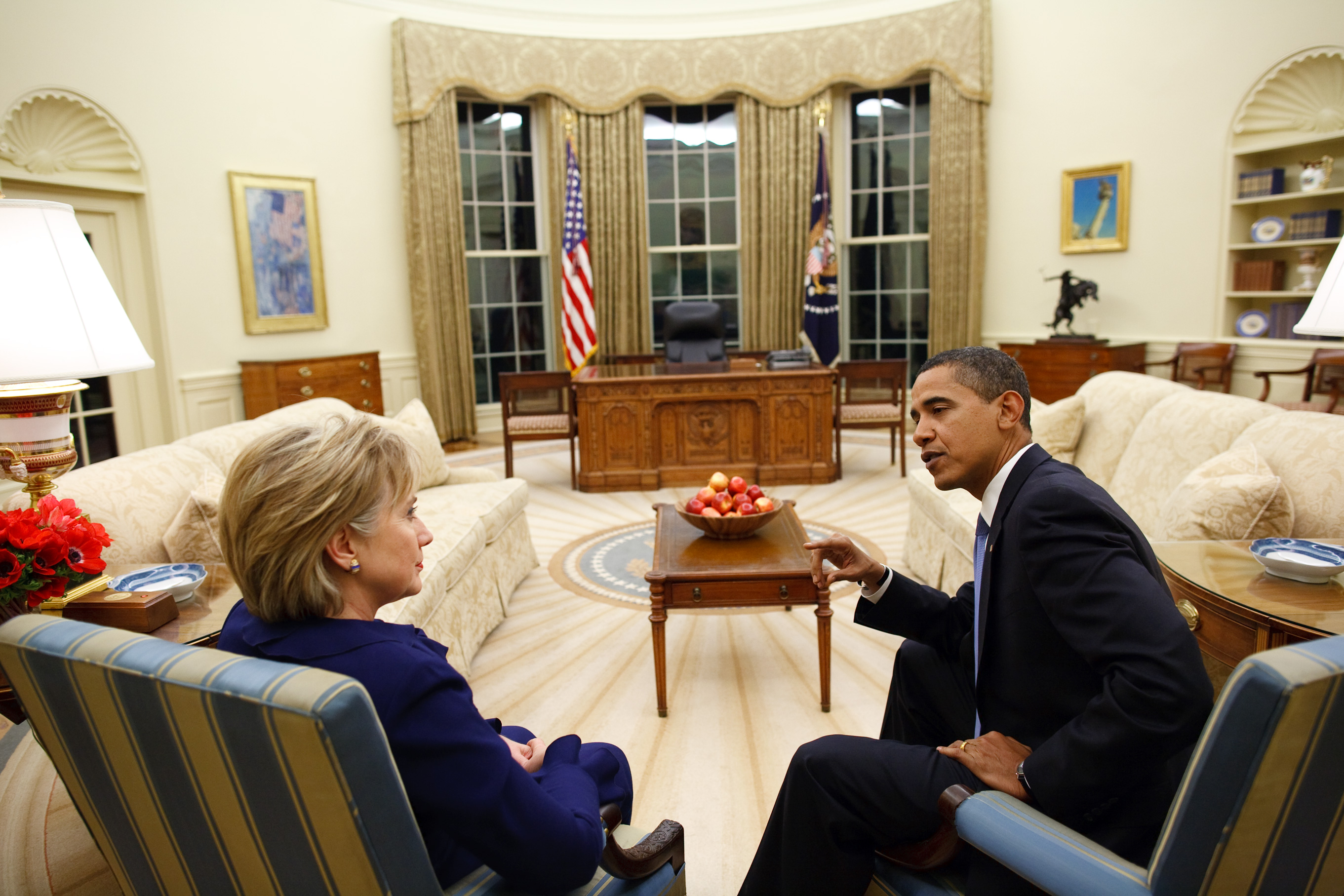
Prezident Barack Obama rokuje s ministryní zahraničí Spojených států Hillary Rodham Clinton v Oválné pracovně, 27. ledna 2009.

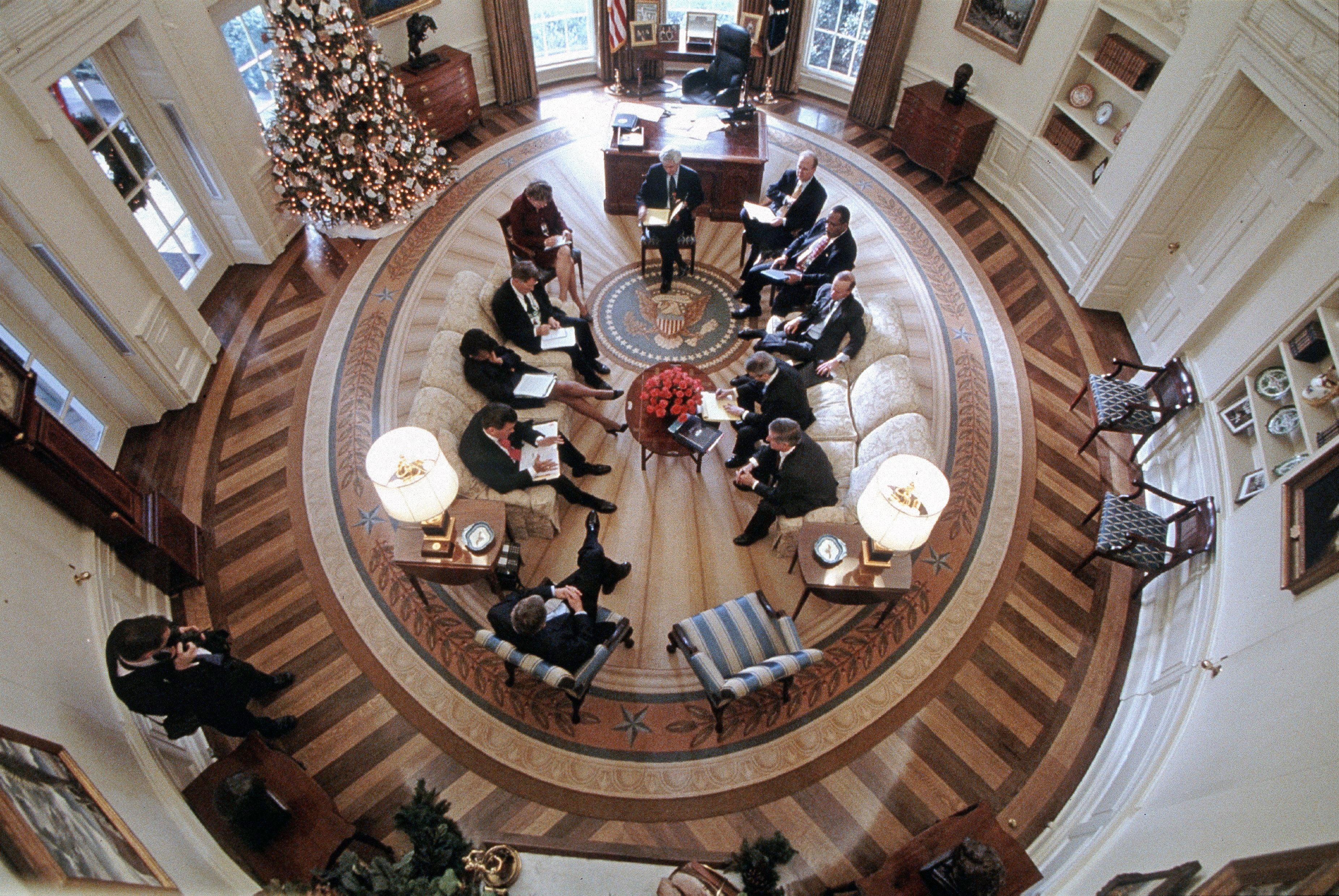
Oválná pracovna seshora v roce 2001 během Bushovy administrativy. Prezident Bush si vybral tmavší barevnou paletu než jeho předchůdce, tmavošedou, šedavě zelenou a námořnický modrou. Prezident a Laura Bush spolupracovali na designu pracovny s interiérovým dekoratérem Kenem Blasingamem.

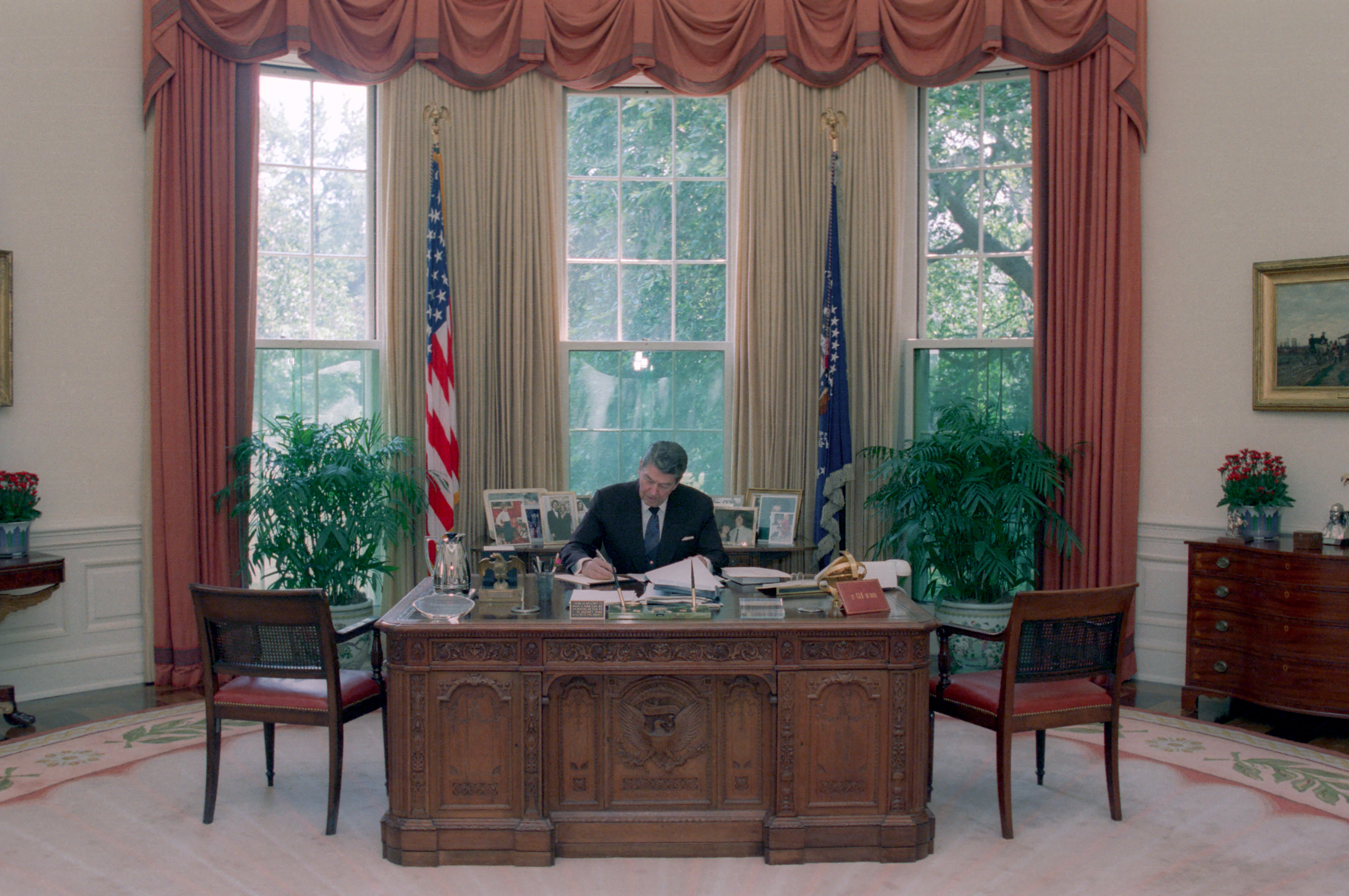
Oválná pracovna v roce 1988 během Reaganovy administrativy. Závěsy pocházejí z doby úřadování Geralda Forda. Prezident Reagan také používal Resolute desk, který prezident Jimmy Carter za svého úřadování do pracovny vrátil. První dáma, Nancy Reagan, přispěla do Reaganovy Oválné pracovny kobercem a rozmístěním nábytku.

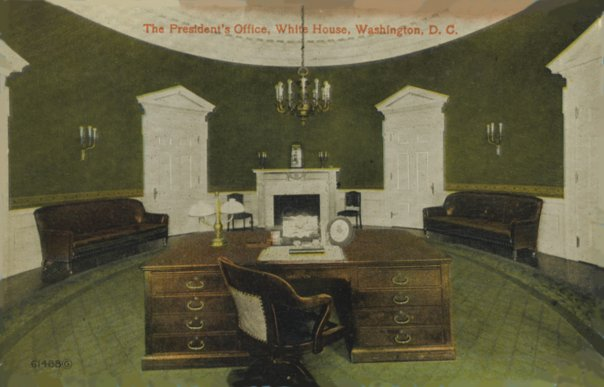
První Oválná pracovna navržena Nathanem C. Wyethem pro prezidenta Williama Howarda Tafta v roce 1890. V roce 1929 byla zničena požárem.

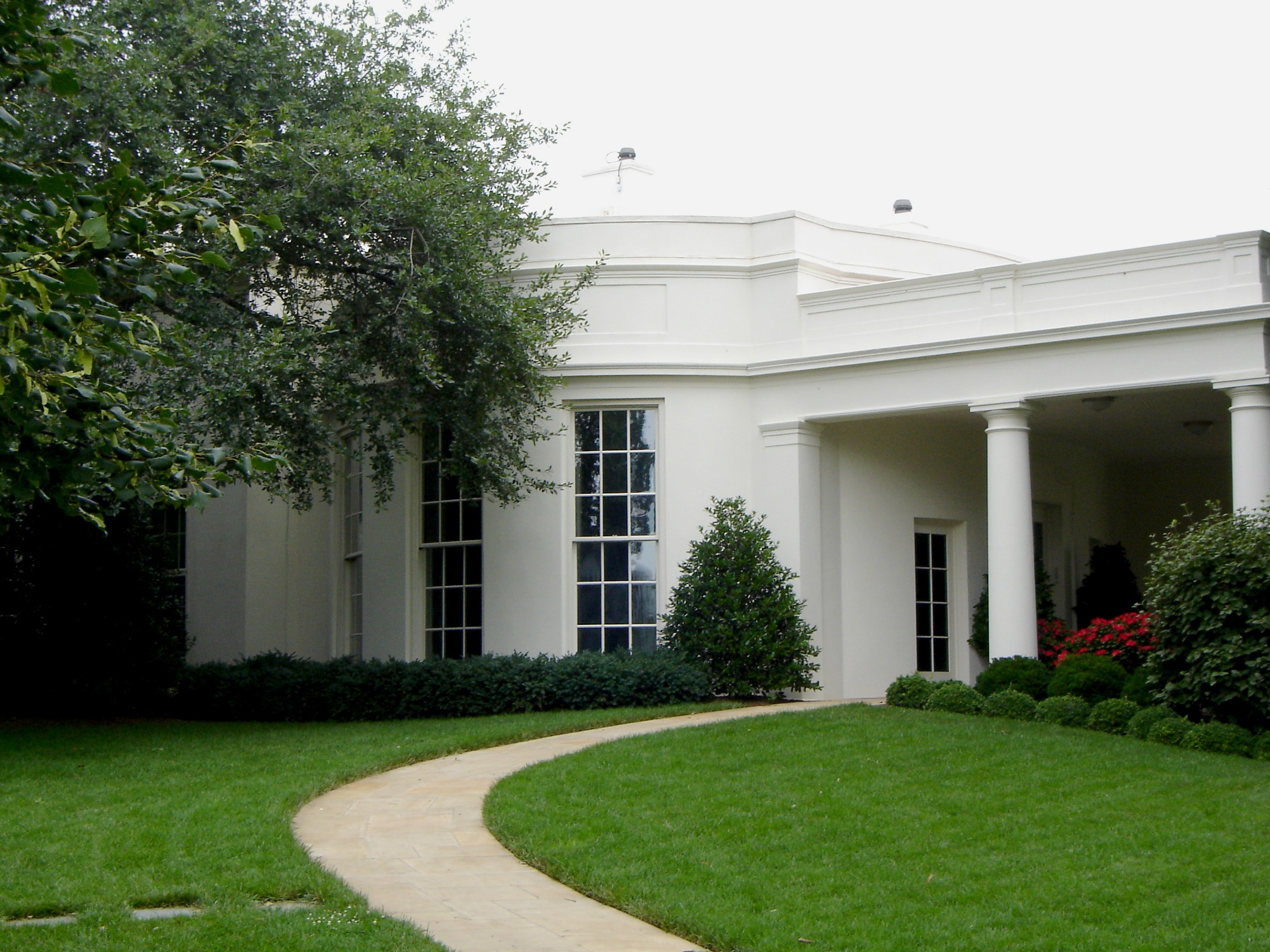
Exteriér Oválné pracovny z pohledu ze South Lawn.

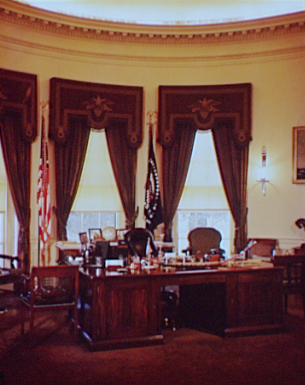
Raná barevná fotografie Oválné pracovny během úřadování Franklina D. Roosevelta.

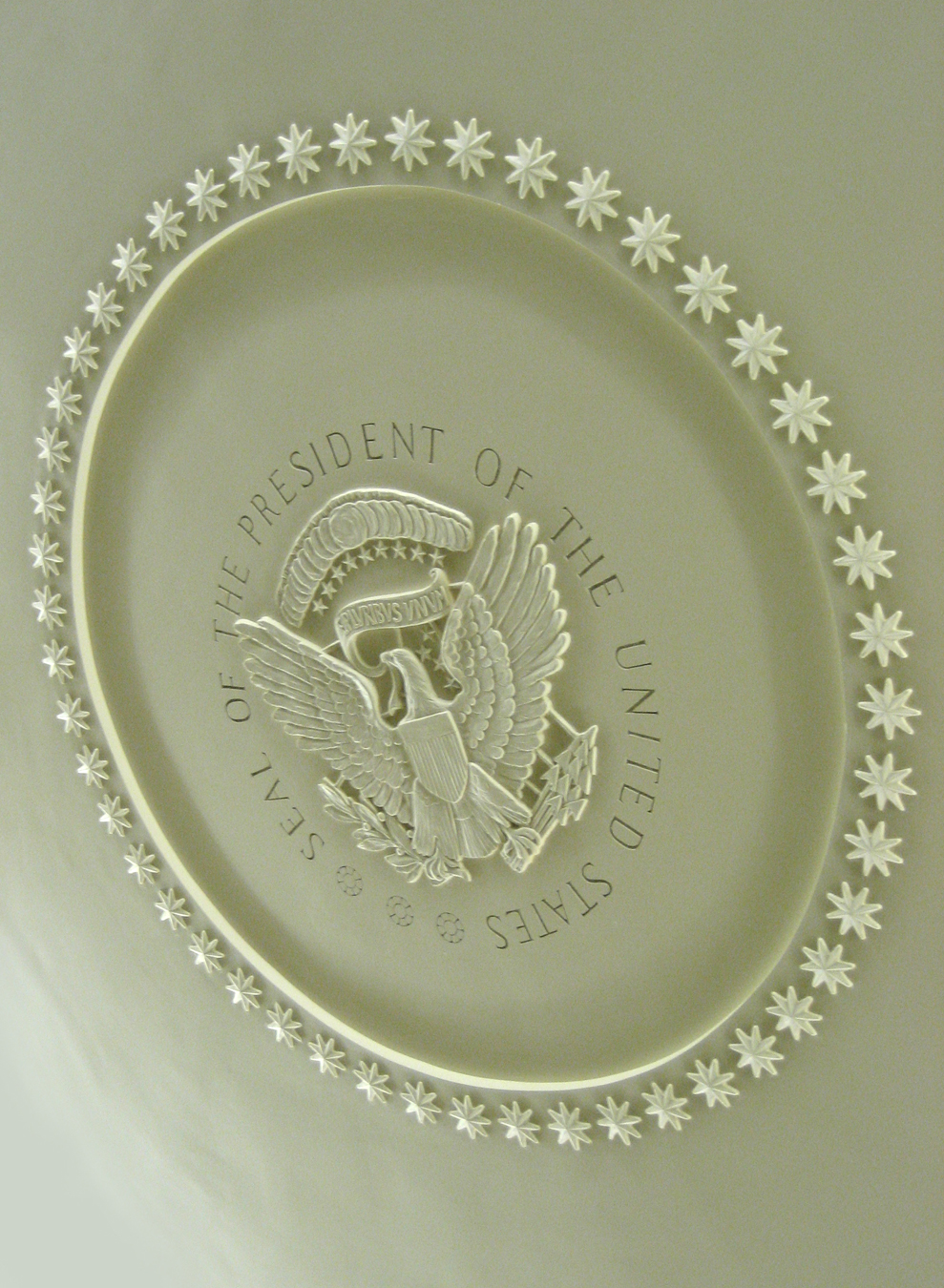
Sádrový stropní medailon v roce 1934 s pečetí prezidenta Spojených států

Oválná pracovna (anglicky Oval Office) je oficiální pracovna prezidenta Spojených států, kterou od ledna 2025 používá Donald Trump. Pracovna byla vybudována v roce 1909 jako součást rozšíření západního křídla Bílého domu během administrativy Williama Howarda Tafta. Inspirací byla eliptická Modrá místnost v Bílém domě. Výraznými prvky v této kanceláři jsou tři velká jižní okna za prezidentským stolem a krb na severní straně.
Prezidenti obecně mění pracovnu podle svého vkusu, vybírají nový nábytek, nové závěsy a upravují Oválný koberec. Obrazy jsou vybírány z vlastní kolekce Bílého domu nebo jsou půjčovány z muzeí.
Oválná pracovna má čtvery dveře: východní vedou do Rose Garden, západní do malé soukromé studovny a jídelny, severozápadní na hlavní chodbu Západního křídla a severovýchodní do kanceláře prezidentského tajemníka.

## Architektura a vybavení
Ačkoliv byl Bílý dům včetně Oválné kanceláře navržen architektem Jamesem Hobanem, nápad Oválné kanceláře přišel až s plánováním rozšířením západního křídla v roce 1909. Koncept Theodore Roosevelta oddělit pokoje od kanceláří byl nápadem jeho ženy. Oválný interiérový prostor je barokního konceptu upraveného podle novoklasicismu. Oválné místnosti se staly populární v novoklasicistické architektuře 18. století a má se za to, že se Hoban nechal ovlivnit eliptickým pokojem na hradě Coole v okrese Fermanagh v Severním Irsku. Tato místnost má identické rozměry dvou výklenků nacházející se v původním Hobenově návrhu Modré místnosti.
Prezidentská pracovna se přesunula z hlavní rezidence do nově vybudovaného západního křídla v roce 1902. První prezident měl obdélníkovou pracovnu umístěnu západně od současné Cabinet Room. První Oválná pracovna byla navržena Nathan C. Wyethem a vybudována v roce 1909 během administrativy Tafta. Tato pracovna byla soustředěna východně na jižní straně západního křídla.
24. prosince 1929 bylo západní křídlo poničeno požárem během Hooverovy administrativy a vyžadovalo důkladnou přestavbu. Prezident Hoover nechal přestavět Oválnou místnost na stejném místě s vylepšeným vybavením a první klimatizací. Nespokojený s rozměry a rozložením západního křídla zadal prezident Franklin Delano Roosevelt architektovi Ericu Guglerovi přeprojektovat západní křídlo s Oválnou pracovnou na jihovýchodním rohu zajišťující více soukromí a snadnější přístup do rezidence. Prezident Roosevelt úzce spolupracoval s Erikem Guglerem a navrhli místnost architektonicky větší než předchozí dvě místnosti s robustními georgiánskými detaily: dveře s trojúhelníkovým štítem, knihovna a na stropě medailon prezidentské pečetě. Zřejmé jsou zde i náznaky moderního umění, hlavně znázornění orla na stropním medailonu.
Stůl používaný mnohými prezidenty v Oválné pracovně je Resolute desk, který byl pojmenován podle britské fregaty HMS Resolute, z jejíchž trámů byl stůl vyroben. Stůl byl dar od anglické královny Viktorie prezidentu Rutherfordu B. Hayesovi v roce 1880. Nedávní prezidenti mívají nad výklenkem krbu zavěšený portrét George Washingtona.
Prezidenti si do Oválné pracovny vybírají sochy nebo malby ze sbírky Bílého domu nebo si je půjčují od muzeí či umělců. Prezident Clinton si půjčil bronzovou sochu Myslitel od Augusta Rodina z muzea. Prezident George W. Bush si vypůjčil dvě olejomalby A Charge to Keep od W. H. D. Koernera (patřící Bushovi) a Rio Grande od Toma Lea (z muzea El Paso Museum of Art). Po převzetí pracovny 20. ledna 2009 Barackem Obamou byly tyto malby nahrazeny malbami Childe Hassama Fifth Avenue in the Rain a Normana Rockwella Socha Svobody.

### Koberec
Na koberci Oválné pracovny je zobrazena pečeť prezidenta Spojených států. Koberec prezidenta Trumana byl první s prezidentskou pečetí. Na Trumanově koberci byla pečeť zobrazena monochromaticky s různou délkou vláken. Jeho koberec byl použit ještě za Eisenhowerovy a Kennedyovy administrativy. V současnosti si prezidenti nechávají vyrábět koberce za pomoci interiérového designéra a správce Bílého domu. Prezident Barack Obama se rozhodl nechat si koberec po George W. Bushovi.

## Historie
Oválná pracovna se dostala do amerického povědomí přes památné fotografie, jako například jak si mladý John F. Kennedy mladší hraje v otcově stole, Richard Nixon mluví telefonicky s astronauty Apollo 11 po jejich úspěšné výpravě a Amy Carter přinášející svou siamskou kočku „Misty Malarky Ying Yang“ prezidentu Jimmy Carterovi. Televize vysílá z Oválné pracovny jen mimořádně, pouze v závažných případech jako oznámení prezidenta Kennedyho o Kubánské krizi, Reaganovo vyjádření ke katastrofě raketoplánu Challengeru nebo Bushův projev k teroristickým útoků 11. září 2001.

## Design a materiály
Od dostavby Oválné pracovny v roce 1934 během administrativy Franklina Delano Roosevelta se místnost architektonicky téměř nezměnila. Byla pouze trochu upravena okna a dveře. Během studené války byly okenní tabule vybaveny malými vibrátory, když se zjistilo, že Rusové vyvinuli způsob čtení vnitřních zvukových ruchů z okenních tabulí. Velký pohyb pracovníků a návštěvníků postupem času si vyžádal daň.
Pro každodenní práci používají prezidenti malou studovnu na západě a samotnou Oválnou pracovnu používají převážně pro setkání. Podlaha zde byla vyměněna čtyřikrát. Původní podlaha byla korková na měkkém dřevě. Prezident Dwight D. Eisenhower, vášnivý golfista, poničil podlahu svými hroty na golfových botách. V polovině 60. let 20. století byla prezidentu Johnsonovi vyměněna podlaha za linoleovou. V roce 1982 nechal prezident Ronald Reagan nahradit podlahu za parkety z bílé borovice a dubu. V srpnu 2005 za prezidenta George W. Bushe byla podlaha znovu vyměněna za téměř podobnou té Reaganově, ale vyrobená z ořešáku.
Na konci 80. let 20. století, po rozsáhlém hodnocení celého domu včetně Oválné pracovny, se stal Bílý dům součástí programu Průzkum amerických historických budov (HABS) vládní agentury National Park Service. Exteriéry i interiéry byly podrobně fotograficky a stavebně zdokumentovány, aby se zjistily drobné nedokonalosti. Byl vytvořen seznam materiálů a metod pro budoucí konzervaci a obnovu.

### Rozměry
| Hlavní osa (sever-jih)                                  | 10,9 m  |
| Vedlejší osa (východ-západ)                             | 8,8 m   |
| Výška                                                   | 5,6 m   |
| Linie stoupání (bod, ve které přechází strop do klenby) | 5,0 m   |
| Obvod                                                   | 31,2 m  |
| Plocha                                                  | 75,8 m² |

Poměr mezi hlavní a vedlejší osou je 10,9 / 8,8 (přibližně 1,24).

## Galerie

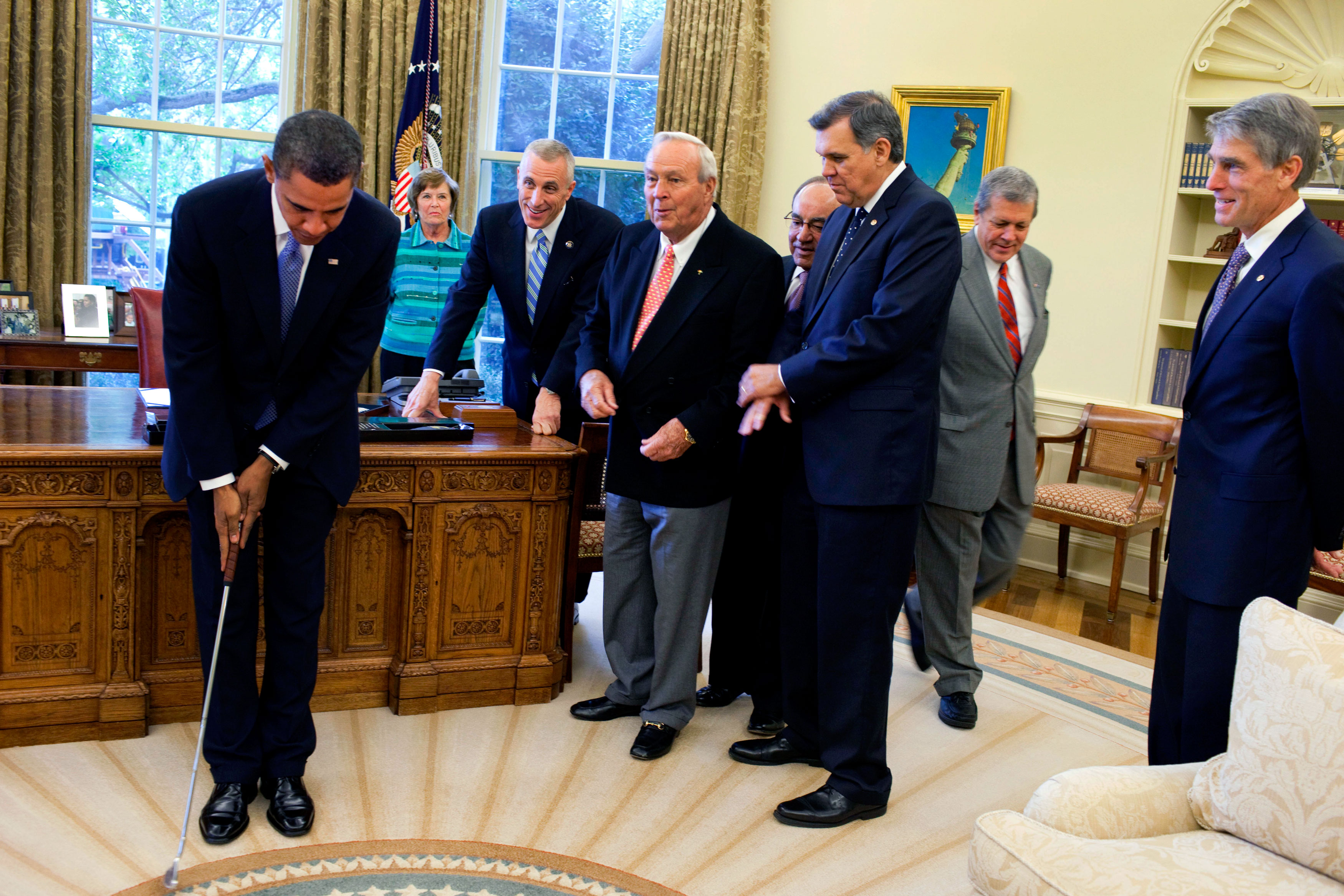
Prezident Barack Obama hraje golf v Oválné pracovně s americkými senátory a kongresmany jako odkaz na Lyndon Baines Johnsona
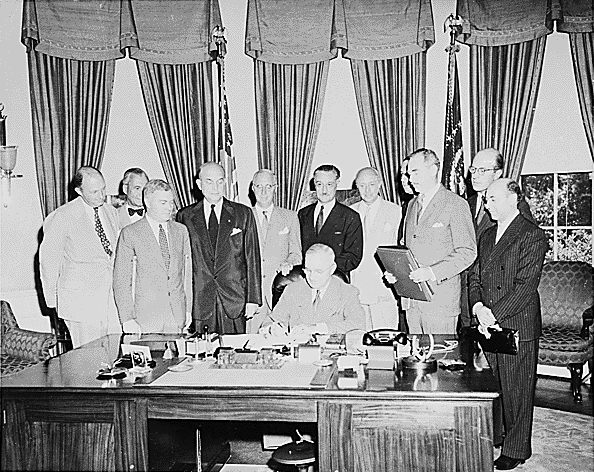
Prezident Harry Truman podepisující Severoatlantickou smlouvu
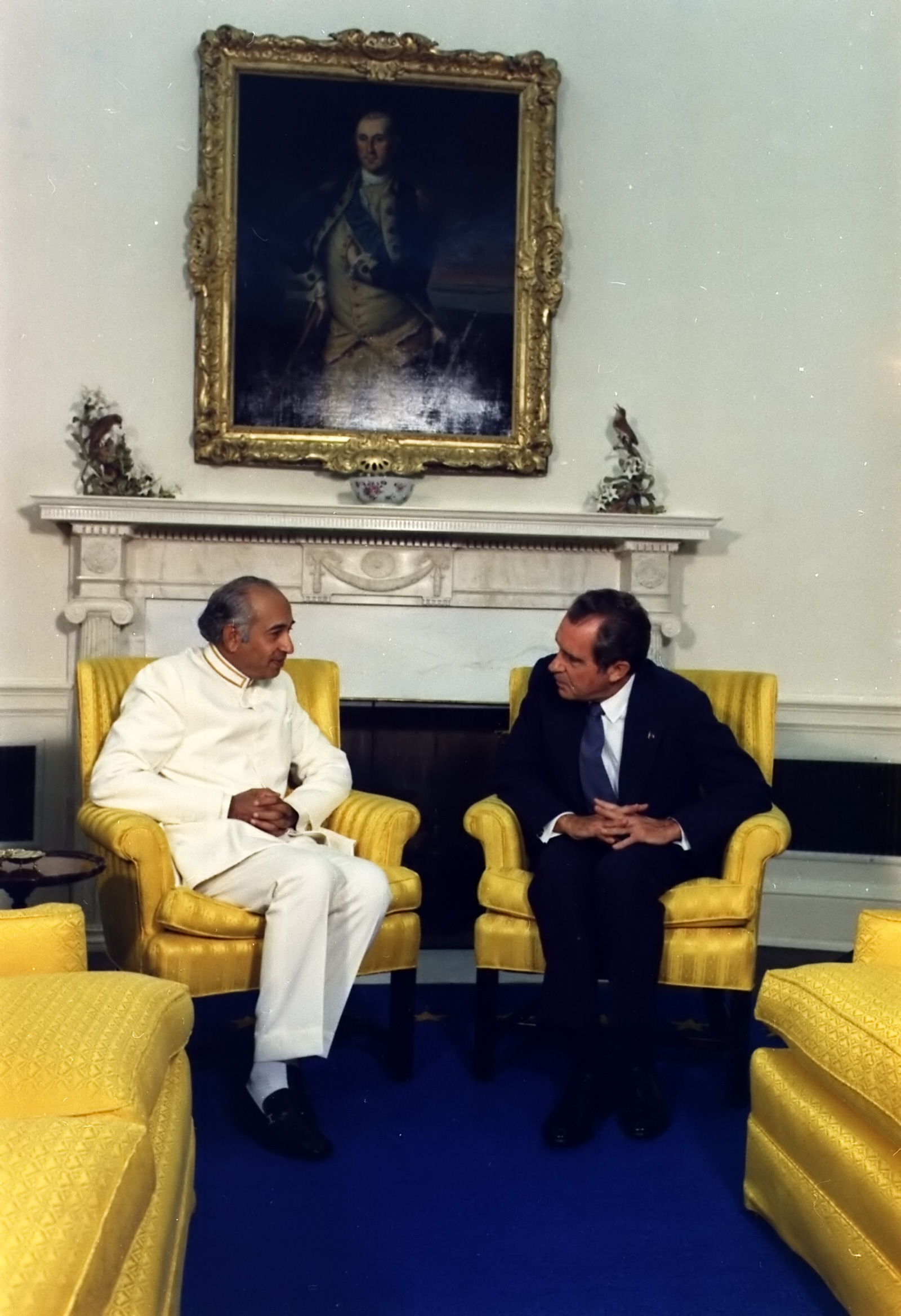
Richard Nixon na setkání v Oválné kanceláři s prezidentem Pákistánu Zulfikárem Alí Bhuttoem. Za nimi krb a nad ním obraz George Washingtona
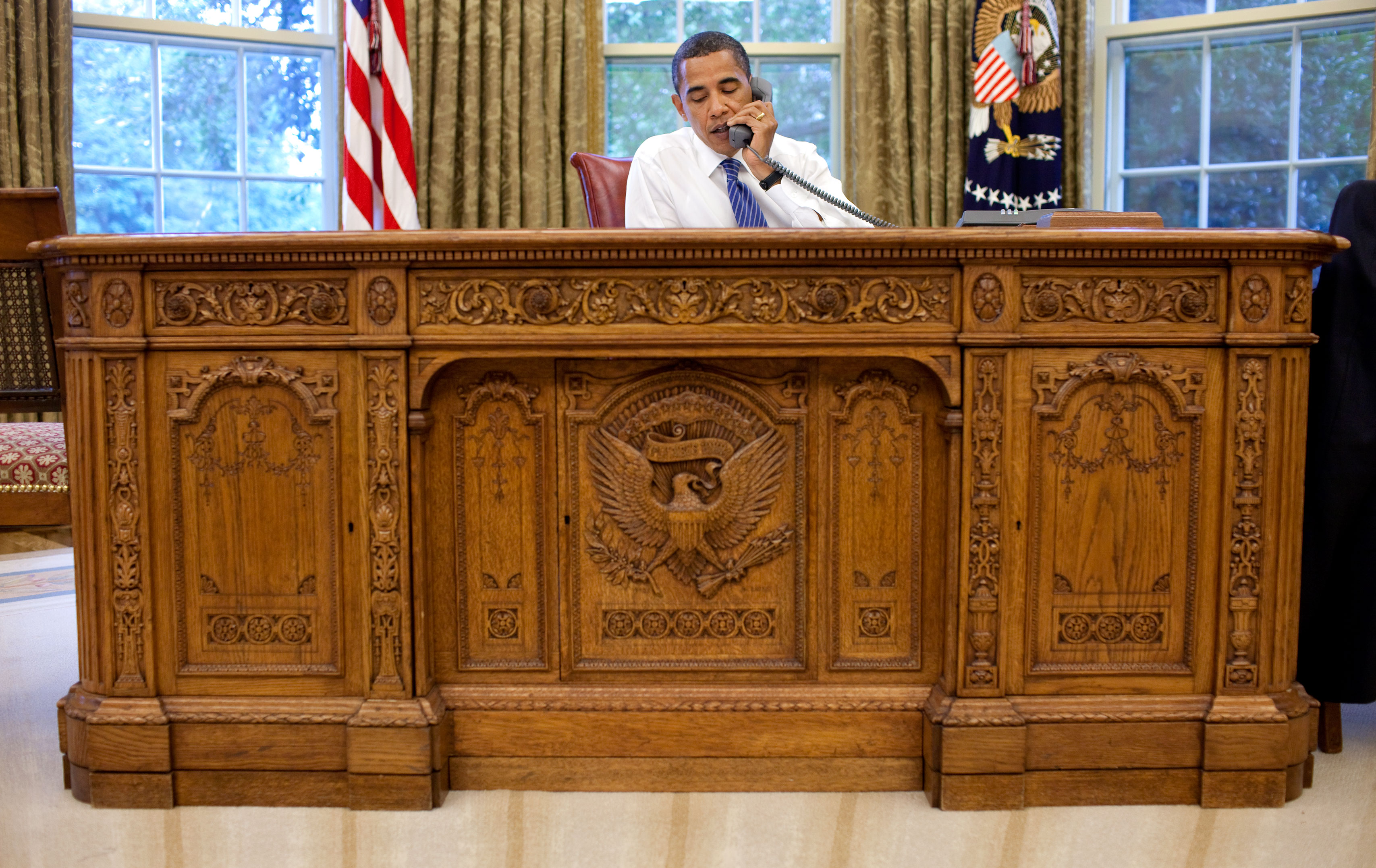
Barack Obama za stolem Resolute desk
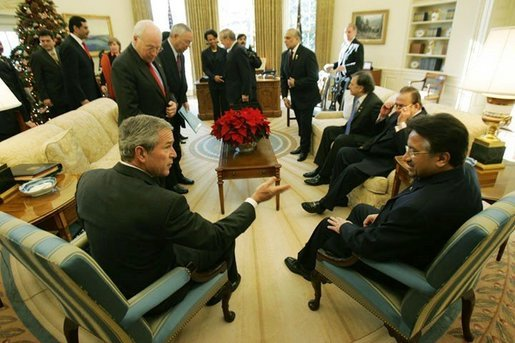
Prezident George W. Bush na setkání s prezidentem Parvízem Mušarafem v Oválné pracovně
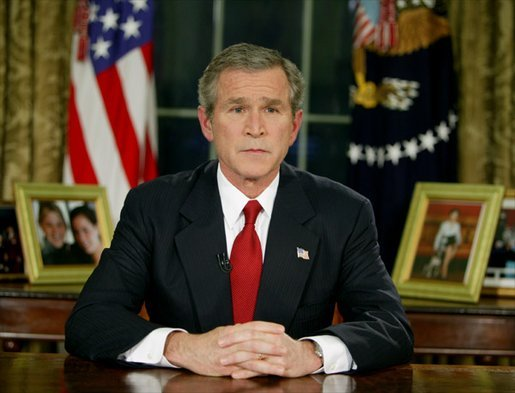
Prezident George W. Bush oznamuje ve středu večer 19. května 2003 národu z Oválné kanceláře začátek Operace irácká svoboda
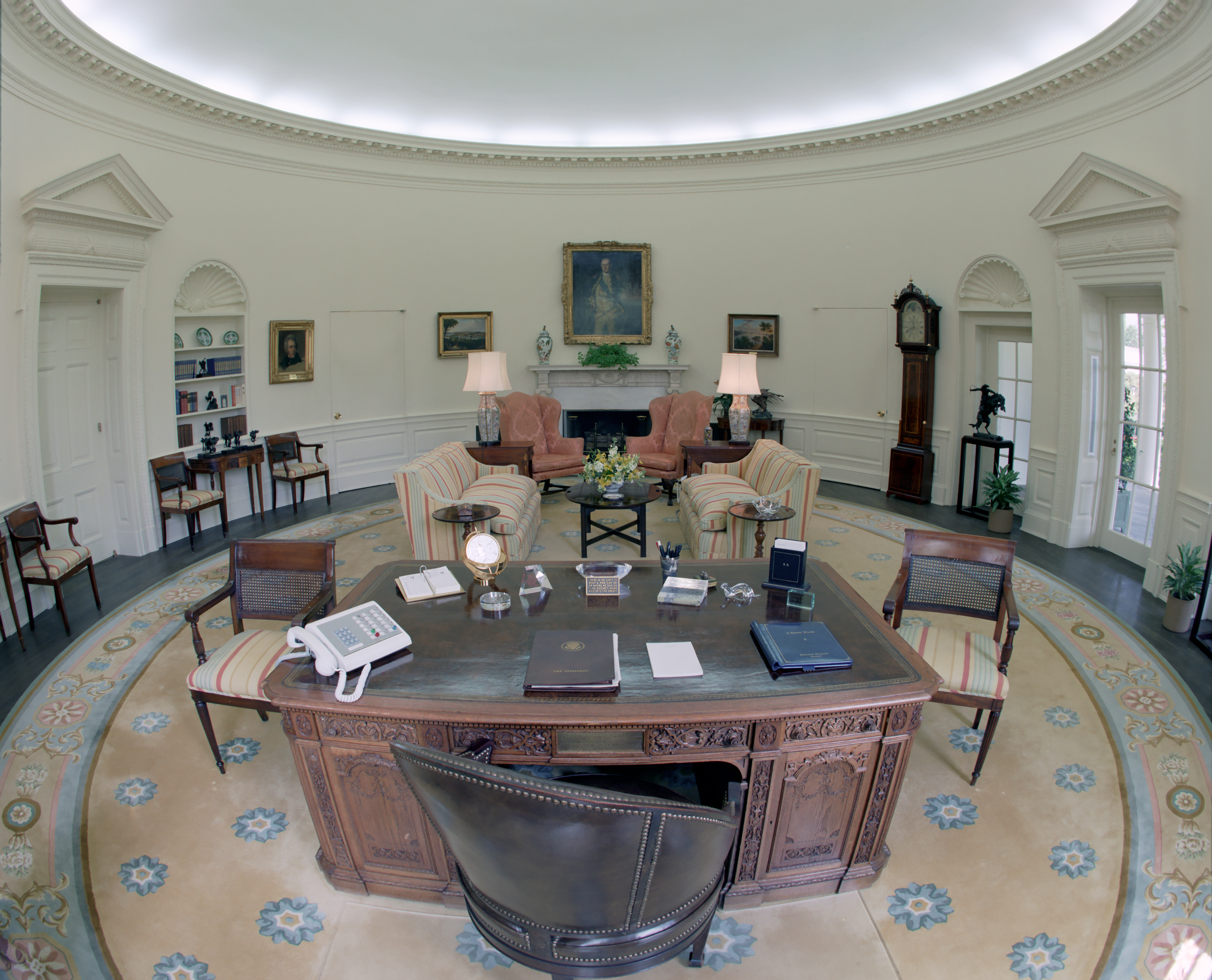
Oválná pracovna v roce 1981 Reganova úřadování.
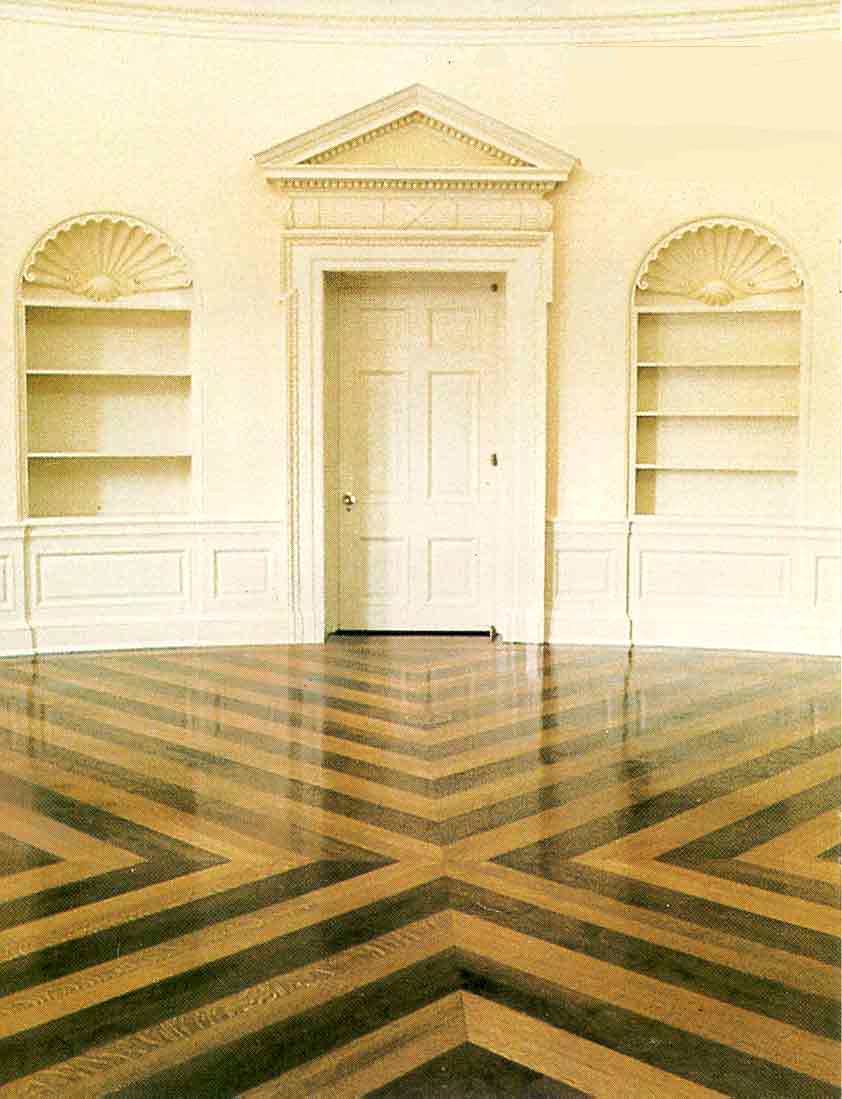
Podlaha Oválné pracovny byla nahrazena během úřadování George W. Bushe.